# Campionati mondiali di slittino 2012
I Campionati mondiali di slittino 2012, quarantatreesima edizione della manifestazione organizzata dalla Federazione Internazionale Slittino, si tennero dal 10 al 12 febbraio 2012 ad Altenberg, in Germania, sulla Rennschlitten- und Bobbahn Altenberg, la stessa sulla quale si svolsero le competizioni iridate nel 1996; furono disputate gare in quattro differenti specialità: nel singolo uomini, nel singolo donne, nel doppio e nella prova a squadre.
Vincitrice del medagliere fu la nazionale tedesca, capace di conquistare tre titoli e cinque medaglie sulle dodici assegnate in totale: quelle d'oro furono vinte da Felix Loch nel singolo uomini, al suo terzo trionfo dopo quelli ottenuti ad Oberhof 2008 ed a Lake Placid 2009, da Tatjana Hüfner nell'individuale femminile, giunta al suo quarto titolo iridato dopo quelli colti ad Igls 2007, ad Oberhof 2008 ed a Cesana Torinese 2011, e dalla squadra composta dagli stessi Loch e Hüfner insieme a Toni Eggert e Sascha Benecken nella prova a squadre. La gara del doppio vide la vittoria della coppia austriaca formata dai fratelli Andreas e Wolfgang Linger.
Oltre ai tedeschi Felix Loch e Tatjana Hüfner, che vinsero due medaglie d'oro, gli altri atleti che riuscirono a salire per due volte sul podio in questa rassegna iridata furono i connazionali Toni Eggert e Sascha Benecken ed i russi Al'bert Demčenko e Tat'jana Ivanova.
Come nell'edizione precedente, anche in questa vennero assegnati i titoli mondiali under 23 premiando gli atleti meglio piazzati nelle tre gare iridate del singolo uomini, del singolo donne e del doppio che non avevano ancora compiuto il ventitreesimo anno di età.

## Risultati

### Singolo uomini
La gara fu disputata l'11 febbraio nell'arco di due manches e presero parte alla competizione 37 atleti in rappresentanza di 20 differenti nazioni; campione uscente era l'italiano Armin Zöggeler, che concluse la prova al terzo posto, ed il titolo fu conquistato dal tedesco Felix Loch, già campione mondiale ad Oberhof 2008 ed a Lake Placid 2009 nonché campione olimpico a Vancouver 2010, davanti al russo Al'bert Demčenko, vincitore della medaglia d'argento ai Giochi di Torino 2006.
La speciale classifica riservata agli under 23 vide primeggiare il tedesco Felix Loch sul russo Evgenij Voskresenskij e  l'italiano Dominik Fischnaller.
| Pos. | Atleti                | Nazione  | Tempo    | Distacco |
| ---- | --------------------- | -------- | -------- | -------- |
|      | Felix Loch            | Germania | 1'47"332 |          |
|      | Al'bert Demčenko      | Russia   | 1'47"660 | +0"328   |
|      | Armin Zöggeler        | Italia   | 1'47"746 | +0"414   |
| 4    | Johannes Ludwig       | Germania | 1'47"883 | +0"551   |
| 5    | Andi Langenhan        | Germania | 1'47"904 | +0"572   |
| 6    | David Möller          | Germania | 1'48"149 | +0"817   |
| 7    | Samuel Edney          | Canada   | 1'48"622 | +1"290   |
| 8    | David Mair            | Italia   | 1'48"662 | +1"330   |
| 9    | Evgenij Voskresenskij | Russia   | 1'48"731 | +1"399   |
| 10   | Manuel Pfister        | Austria  | 1'48"735 | +1"403   |

### Singolo donne
La gara fu disputata il 12 febbraio nell'arco di due manches e presero parte alla competizione 25 atlete in rappresentanza di 15 differenti nazioni; campionessa uscente era la tedesca Tatjana Hüfner, che riuscì a bissare il titolo ottenuto nella precedente edizione, davanti alla russa Tat'jana Ivanova ed all'altra tedesca Natalie Geisenberger, al suo quarto podio iridato consecutivo. Grazie a questo risultato la Hüfner raggiunse Margit Schumann e Sylke Otto in vetta alla classifica delle plurivincitrici nella specialità.
La speciale classifica riservata agli under 23 vide primeggiare la russa Tat'jana Ivanova sulla canadese Dayna Clay e l'italiana Sandra Gasparini.
| Pos. | Atleti               | Nazione  | Tempo    | Distacco |
| ---- | -------------------- | -------- | -------- | -------- |
|      | Tatjana Hüfner       | Germania | 1'44"381 |          |
|      | Tat'jana Ivanova     | Russia   | 1'44"482 | +0"101   |
|      | Natalie Geisenberger | Germania | 1'44"784 | +0"403   |
| 4    | Alex Gough           | Canada   | 1'44"818 | +0"437   |
| 5    | Corinna Martini      | Germania | 1'44"955 | +0"574   |
| 6    | Anke Wischnewski     | Germania | 1'45"009 | +0"628   |
| 7    | Dayna Clay           | Canada   | 1'45"372 | +0"991   |
| 8    | Nina Reithmayer      | Austria  | 1'45"479 | +1"098   |
| 9    | Sandra Gasparini     | Italia   | 1'45"517 | +1"136   |
| 10   | Arianne Jones        | Canada   | 1'45"521 | +1"140   |

### Doppio
La gara fu disputata tra il 10 febbraio nell'arco di due manches e presero parte alla competizione 54 atleti in rappresentanza di 14 differenti nazioni; campioni uscenti erano i fratelli austriaci Andreas e Wolfgang Linger, che riuscirono a bissare il titolo ottenuto nella precedente edizione, davanti ai tedeschi Toni Eggert e Sascha Benecken ed agli altri austriaci Peter Penz e Georg Fischler.
La speciale classifica riservata agli under 23 vide primeggiare i russi Aleksandr Denis'ev e Vladislav Antonov sui canadesi Tristan Walker e Justin Snith e gli italiani Ludwig Rieder e Patrick Rastner.
| Pos. | Atleti                                       | Nazione  | Tempo    | Distacco |
| ---- | -------------------------------------------- | -------- | -------- | -------- |
|      | Andreas Linger Wolfgang Linger               | Austria  | 1'23"444 |          |
|      | Toni Eggert Sascha Benecken                  | Germania | 1'23"664 | +0"220   |
|      | Peter Penz Georg Fischler                    | Austria  | 1'23"676 | +0"232   |
| 4    | Tobias Wendl Tobias Arlt                     | Germania | 1'23"683 | +0"239   |
| 5    | Vladislav Južakov Vladimir Machnutin         | Russia   | 1'23"773 | +0"329   |
| 6    | Christian Oberstolz Patrick Gruber           | Italia   | 1'23"921 | +0"477   |
| 7    | Ivan Nevmeržickij Vladimir Prochorov         | Russia   | 1'24"118 | +0"674   |
| 8    | Hans Peter Fischnaller Patrick Schwienbacher | Italia   | 1'24"234 | +0"790   |
| 9    | Andris Šics Juris Šics                       | Lettonia | 1'24"260 | +0"816   |
| 10   | Oskars Gudramovičs Pēteris Kalniņš           | Lettonia | 1'24"340 | +0"896   |

### Gara a squadre
La gara fu disputata il 12 febbraio ed ogni squadra nazionale poté prendere parte alla competizione con una sola formazione; nello specifico la prova vide la partenza di una "staffetta" composta da un singolarista uomo ed uno donna, nonché da un doppio per ognuna delle 13 formazioni in gara, che scesero lungo il tracciato consecutivamente senza interruzione dei tempi tra un atleta e l'altro; il tempo totale così ottenuto laureò campione la nazionale tedesca di Felix Loch, Tatjana Hüfner, Toni Eggert e Sascha Benecken davanti alla squadra russa formata da Al'bert Demčenko, Tat'jana Ivanova, Vladislav Južakov e Vladimir Machnutin ed a quella canadese composta da Samuel Edney, Alex Gough, Tristan Walker e Justin Snith.
| Pos. | Squadra     | Atleti                                                                   | Tempo    | Distacco |
| ---- | ----------- | ------------------------------------------------------------------------ | -------- | -------- |
|      | Germania    | Felix Loch Tatjana Hüfner Toni Eggert / Sascha Benecken                  | 2'22"003 |          |
|      | Russia      | Al'bert Demčenko Tat'jana Ivanova Vladislav Južakov / Vladimir Machnutin | 2'22"092 | +0"089   |
|      | Canada      | Samuel Edney Alex Gough Tristan Walker / Justin Snith                    | 2'22"404 | +0"401   |
| 4    | Austria     | Manuel Pfister Nina Reithmayer Andreas Linger / Wolfgang Linger          | 2'22"736 | +0"733   |
| 5    | Italia      | Armin Zöggeler Sandra Gasparini Christian Oberstolz / Patrick Gruber     | 2'22"746 | +0"743   |
| 6    | Stati Uniti | Christopher Mazdzer Erin Hamlin Christian Niccum / Jayson Terdiman       | 2'23"168 | +1"165   |
| 7    | Lettonia    | Inārs Kivlenieks Maija Tīruma Andris Šics / Juris Šics                   | 2'23"293 | +1"290   |
| 8    | Svizzera    | Gregory Carigiet Martina Kocher Luca Hunziker / Christian Maag           | 2'24"709 | +2"706   |
| 9    | Slovacchia  | Jozef Ninis Viera Gbúrová Marek Solčanský / Karol Stuchlák               | 2'24"773 | +2"770   |
| 10   | Romania     | Valentin Creţu Raluca Strămăturaru Paul Ifrim / Andrei Anghel            | 2'25"074 | +3"071   |

## Medagliere
| Posizione | Nazione  | Oro | Argento | Bronzo | Totale |
| --------- | -------- | --- | ------- | ------ | ------ |
| 1         | Germania | 3   | 1       | 1      | 5      |
| 2         | Austria  | 1   | 0       | 1      | 2      |
| 3         | Russia   | 0   | 3       | 0      | 3      |
| 4         | Canada   | 0   | 0       | 1      | 1      |
| 4         | Italia   | 0   | 0       | 1      | 1      |
| Totale    | Totale   | 4   | 4       | 4      | 12     |